# Aline (Oklahoma)
Aline é uma cidade  localizada no estado norte-americano de Oklahoma, no Condado de Alfalfa.

## Demografia
Segundo o censo norte-americano de 2000, a sua população era de 214 habitantes. 
Em 2006, foi estimada uma população de 194, um decréscimo de 20 (-9.3%).

## Geografia
De acordo com o United States Census Bureau tem uma área de 
0,7 km², dos quais 0,7 km² cobertos por terra e 0,0 km² cobertos por água.

## Localidades na vizinhança
O diagrama seguinte representa as localidades num raio de 20 km ao redor de Aline. 